# Pekingvåren
Pekingvåren (kinesiska: 北京之春?, pinyin: Běijīng zhī chūn) syftar på en period av politisk liberalisering i Folkrepubliken Kinas historia, vilken inföll 1977-1978. Begreppet hämtades från "Pragvåren", en liknande händelse i Tjeckoslovakien 1968.
Under Pekingvåren fick allmänheten större frihet att kritisera de styrande än tidigare. Mycket kritik riktades mot den tidigare Kulturrevolutionen. Begreppet användes även under en period mellan september 1997 och november 1998, då styret också liberaliserades.